# Szőcs Ferenc
Szőcs Ferenc (Ebed, 1935. augusztus 22. – 2022. október 8.) szlovákiai magyar fizikus, tudományos kutató.

## Élete
Az elemi iskolát Ebeden végezte, a gimnáziumi tanulmányait Budapesten kezdte és 1953-ban érettségizett Komáromban, valószínűleg augusztus végén, miniszteri rendelet alapjáni kiegészítő osztályban. 1958-ban a pozsonyi Comenius Egyetemen szerzett fizikusi oklevelet. 1958–1961 között a pozsonyi Hegesztési Kutatóintézet, 1961-től az Szlovák Tudományos Akadémia Polimer Intézetének tudományos munkatársa. 1967-ben lett a kémiai tudomány kandidátusa, 1986-tól a kémiai tudomány doktora.
Pályája elején nagyfrekvenciás elektromosságtannal és vákuumfizikával foglalkozott, később a spektroszkópiai anyagszerkezet-vizsgálat és a polimerekben keletkező szabad gyökök megfigyelése lett a fő kutatási területe. 1962-ben Leningrádban, 1968–69-ben Darmstadtban kutatott. Az 1980-as évek elején három évig a Bagdadi Egyetem Fizikokémiai Intézetének docense és Kőolajkutató Központjának tudományos munkatársa volt.

## Elismerései
- 2004 szímői önkormányzat Jedlik Ányos-díja

## Művei
Szlovákiai és nemzetközi tudományos folyóiratokban publikált.